# Ilias Essaoudi

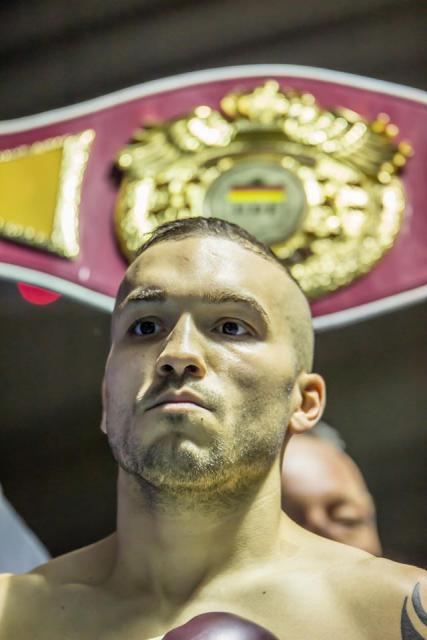
Ilias Essaoudi

Ilias Yassin Essaoudi (geboren am 25. September 1989 in Offenbach am Main) ist ein deutscher Profiboxer im Halbmittelgewicht.

## Leben
Mit 18 Jahren fing Essaoudi mit dem Kampfsport an. Seine Anfänge machte er im Thaiboxen. In dieser Sportart wurde er deutscher Meister in der Klasse bis 70 kg. Mit 40 Siegen aus 48 Kämpfen legte er eine gute Bilanz im Thaiboxen und im K-1 hin.
2013 entschied sich Ilias nach nur vier gewonnenen Amateur-Boxkämpfen für den Sprung zu den Profis. Am 1. Juni 2013 gewann er sein Profidebüt durch einen K.-o.-Sieg über Milan Ruso in der ersten Runde. Es folgte ein weiterer Sieg gegen Josef Holub.
In den folgenden zwei Jahren hatte Ilias Essaoudi keine Profikämpfe.
Im August 2015 gab der Halbmittelgewichtler sein Comeback im Profiboxen. Er schlug Aleksandar Nikolić in der ersten Runde K. o. Am 20. Dezember 2015 gewann er den Internationalen Deutschen Meistertitel nach Version des BDF (Bund Deutscher Faustkämpfer) durch K. o. in Runde drei. Anschließend folgten weitere fünf Siege, vier davon durch K. o. Unter anderem erkämpfte er sich den Europameistertitel der World Boxing Union (WBU) durch einen K.-o.-Sieg gegen Sabri Göcmen.
2017 sicherte er sich seinen ersten Weltmeistertitel im Superweltergewicht nach Version der WBU gegen Chris Herrmann, den Essaoudi durch K. o. in der zweiten Runde besiegte. Somit holte Ilias als erster Dorstener, nach Deutscher und Europameisterschaft, einen Weltmeistertitel im Profiboxen.
Im Januar 2024 sicherte sich Ilias Essaoudi im Rückkampf gegen Ronny Gabel in einer Schlacht über 12 Runden den Europameister Gürtel der WBO. Sein bisher größter Titel!

## Siege und Titel
- Thaiboxen und K-1 = 48 Kämpfe – 40 Siege – 35 K. o.
- Amateur Boxen = 7 Kämpfe – 7 Siege – 5 K. o.
- Profiboxen = 27 Kämpfe – 23 Siege – 16 K. o.
- Deutscher Meister Thaiboxen 2011
- Internationaler Deutscher Meister BDF Profiboxen
- Europameister WBU Profiboxen
- Weltmeister WBU Profiboxen
- Europameister WBO Profiboxen